# زهير غنايم
زهير غنايم عبد اللطيف غنايم (13 ذو الحجة 1375 = 22 يوليو 1955، ) هو مؤرخ وأكاديمي وكاتب فلسطيني-أردني.

## حياته ودراسته
ولد زهير غنايم في بلدة كفر زيباد في طولكرم، وتلقى تعليمه الابتدائي والإعدادي في مدرسة بلدته، ودرس المرحلة الثانوية في مدرسة كفر زيباد الثانوية، وحصل على الثانوية العامة عام 1971، غادر فلسطين إلى جمهورية مصر العربية، ليكمل دراسته في جامعة عين شمس، فدرس التاريخ وحصل على البكالوريوس عام 1979، ثم سافر إلى الأردن ومنها إلى الكويت، ليعمل في وزارة المواصلات الكويتية بين عامي 1980 - 1982، ثم بعدها عاد إلى الأردن، وعمل في وزارة التربية والتعليم بين عامي 1982-2002. وخلال تلك الفترة سجل في الجامعة الأردنية للحصول على الماجستير من قسم التاريخ، وحصل عليها عام 1986 عن أطروحته "نظرية الأمويين السياسية في الخلافة والحكم "، أكمل دراسة الدكتوراه في الجامعة نفسها، وحصل عليها عام 1994 عن أطروحته "لواء عكا في فترة التنظيمات العثمانية 1864 - 1918م"، واثناء تواجده في الأردن شارك في تأليف كتب الاجتماعيات "التاريخ"، للمرحلة الأساسية بين عامي 1995 - 2000م، وعمل محاضرًا غير متفرغ في الجامعة الأردنية، والجامعة الهاشمية في الفترة الواقعة بين عامي 1999 - 2001م. هو أستاذ مشارك في جامعة القدس - أبو ديس.

## مؤلفاته
| ت  | عنوان الكتاب | تاريخ النشر | مرجع  |
| -- | --- | ----------- | ----- |
| 1  | الخبر الهاشمي في جريدة فلسطين                                                                                      |             |       |
| 2  | الروض المغرس في فضائل البيت المقدس                                                                                 |             |       |
| 3  | القدس: الوقائع، المواقع، السكان والمساحة                                                                           |             |       |
| 4  | القدس: طروحات التسوية السياسية                                                                                     |             |       |
| 5  | القدس: معلومات وأرقام                                                                                              |             |       |
| 6  | القدس دراسة تحليلية لابعاد قضية القدس التاريخية والديموغرافية والقانونية والسياسية                                 |             |       |
| 7  | الوثائق الوقفية والإدارية العائدة للحرم القدسي الشريف: سجلات محكمة القدس الشرعية                                   |             |       |
| 8  | تاريخ العالم في العصور الحديثة: للصف الثامن الاساسي                                                                |             |       |
| 9  | تاريخ العرب والمسلمين: الصف السادس                                                                                 |             |       |
| 10 | تقارير بريطانية عن فلسطين وشرقي الأردن: 1920-1940                                                                  |             |       |
| 11 | دليل المعلم تاريخ الحضارة العربية الإسلامية: للصف التاسع                                                           |             |       |
| 12 | دليل المعلم لكتاب تاريخ حضارات العالم القديمة: الصف السابع                                                         |             |       |
| 13 | شهداء القدس: 1918-1999                                                                                             |             |       |
| 14 | عمان في العهد الهاشمي                                                                                              |             |       |
| 15 | فلسطين في نهاية العصر العثماني                                                                                     |             |       |
| 16 | لواء عكا في عهد التنظيمات العثمانية 1218-1337ھ/1864-1918م                                                          | 1999        | [ 2 ] |
| 17 | الإنتخابات في فلسطين في أواخر العصر العثماني وأوائل الإحتلال البريطاني من خلال سجل محاضر الإنتخابات في قضاء طولكرم |             |       |
| 18 | القرارات الخاصة بالقدس الصادرة عن مؤتمرات القمة العربية                                                            |             |       |
| 19 | تاريخ الأردن في العصر العثماني (922 هـ،1516م-1130 هـ،1718م)                                                        |             |       |
| 20 | وثائق القضية الفلسطينية، 1918-1948                                                                                 | 2007        | [ 3 ] |
| 21 | العمارة الأندلسية " عمارة المياه"                                                                                  | 1999        | [ 4 ] |
| 22 | دليل المعلم لكتاب تاريخ العرب والمسلمين: الصف السادس                                                               | 1994        | [ 5 ] |